# Galgenen
Galgenen é uma comuna da Suíça, no Cantão Schwyz, com cerca de 4.225 habitantes. Estende-se por uma área de 13,26 km², de densidade populacional de 319 hab/km². Confina com as seguintes comunas: Altendorf, Lachen, Schübelbach, Vorderthal, Wangen.
A língua oficial nesta comuna é o Alemão.